# Another Life
Another Life ou Prémices au Québec, est une série télévisée de science-fiction dramatique américaine créée par Aaron Martin et diffusée entre le 25 juillet 2019 et le 14 octobre 2021 sur le réseau Netflix.

## Synopsis
Un immense artefact extraterrestre apparaît mystérieusement, atterrit sur Terre, et émet un signal vers une étoile lointaine. Pour en savoir plus sur cet objet volant non identifié, le Commandement Interstellaire des États-Unis, tout en étudiant l'artéfact, envoie l'astronaute Niko Breckenridge (Katee Sackhoff) et son équipe à bord du vaisseau interstellaire Salvare pour une mission dangereuse de six mois dans le but de connaître leurs propriétaires et d'initier un premier contact extraterrestre. Mais le voyage en supraluminique est interrompu, rajoutant plusieurs mois à la durée de la mission et provoquant d'importantes tensions au sein de l'équipage…

## Distribution

### Acteurs principaux
- Katee Sackhoff (VF : Ariane Deviègue) : Niko Breckinridge, commandante du vaisseau Salvare
- Samuel Anderson (VF : Laurent Maurel) : William, Intelligence artificielle du Salvare
- Elizabeth Ludlow (VF : Anne-Sophie Nallino) : Cas Isakovic, pilote de la navette du Salvare
- Blu Hunt (VF : Emmylou Homs) : August, ingénieure en chef du Salvare
- A.J. Rivera (VF : Erwan Tostain) : Bernie Martinez, microbiologiste du Salvare
- Alexander Eling (VF : Arnaud Laurent) : Javier Almanzar, informaticien du Salvare
- Alex Ozerov (en) (VF : Hervé Grull) : Oliver Sokolov, ingénieur du Salvare
- JayR Tinaco (VF : Paolo Domingo) : Zayn Petrossian, médecin du Salvare

### Acteurs récurrents
- Justin Chatwin (VF : Franck Lorrain) : Erik Wallace, scientifique du Commandement Interstellaire des États-Unis et mari de Niko
- Barbara Williams (VF : Pauline Larrieu) : Générale Blair Dubois, dirigeante du Commandement Interstellaire des États-Unis
- Selma Blair (VF : Laura Préjean) : Harper Glass, influenceuse sur les médias sociaux
- Lina Renna (VF : Kaycie Chase) : Jana Breckinridge-Wallace, la fille de Niko et Erik
- Greg Hovanessian : Beauchamp McCarry, second du Salvare

### Invités
- Tyler Hoechlin (VF : Stéphane Pouplard) : Ian Yerxa, ancien commandant du Salvare (épisodes 1 et 2)
- Martin Donovan : Eagan Harrisson, Secrétaire à la Défense des États-Unis et père de Sacha
- Chanelle Peloso : Petra, membre du Salvare (épisodes 1-2 et 3)
- Edward Ruttle : Julian, membre scientifique du Salvare (épisodes 3)

### Anciens acteurs principaux
- Jake Abel (VF : Axel Kiener) : Sasha Harrison, officier diplomatique du Salvare et représentant du gouvernement américain (saison 1)
- Jessica Camacho (VF : Corinne Wellong) : Michelle Vargas, officier des communications du Salvare (6 episodes)

 Source et légende : version française (VF) sur RS Doublage

## Production

### Développement
Le 26 avril 2018, Netflix donne carte blanche au tournage de la première saison de dix épisodes. La série est créée par Aaron Martin, qui est également producteur délégué avec Noreen Halpern. En juin 2019, Netflix annonce la date de diffusion de la série pour le 25 juillet 2019.
Le 29 octobre 2019, la série est renouvelée pour une deuxième saison.
Le 21 février 2022, Katee Sackhoff annonce, sur Twitter, que Netflix a annulé la série après deux saisons.

### Choix des interprètes
Le 26 avril 2018, on annonce que Katee Sackhoff est engagée en tant qu’actrice principale de la série. Le 21 août 2018, on apprend que Selma Blair la rejoint. Le 28 août 2018, on annonce que Tyler Hoechlin, Justin Chatwin, Samuel Anderson et Elizabeth Ludlow participent au générique. Le jour suivant, Blu Hunt les rejoint. En septembre 2018, les autres acteurs sont désignés.

### Tournage
Le tournage de la première saison a lieu à Vancouver, Colombie-Britannique entre le 20 août et le 20 novembre 2018.

### Fiche technique
Sauf indication contraire, les informations mentionnées dans cette section peuvent être confirmées par la base de données cinématographiques IMDb,  présente dans la section « Liens externes ».
- Titre original et français : Another Life
- Titre québécois : Prémices
- Création : Aaron Martin
- Réalisation : Sheree Folkson et Omar Madha
- Scénario : Gorrman Lee, Aaron Martin et Sabrina Sherif
- Casting : Jonathan Clay Harris et Alyson Silverberg
- Direction artistique : Stephen Geaghan
- Costumes : Allisa Swanson
- Photographie : Ryan McMaster
- Montage : Jamie Alain, Justin Li et Stein Myhrstad
- Musique : Trevor Morris
- Production : Noreen Halpern et Aaron Martin
- Société de production : Halfire Entertainment
- Société de distribution : Netflix
- Pays d’origine :  États-Unis
- Langue originale : anglais
- Format : couleur
- Genre : science-fiction dramatique
- Durée : 37-61 minutes
- Date de diffusion :
  - Monde : 25 juillet 2019 sur Netflix

## Épisodes

### Première saison (2019)
1. À travers l'univers (Across the Universe)
2. La Vallée des ombres (Through the Valley of Shadows)
3. Crise de nerfs (Nervous Breakdown)
4. Culpabilité (Guilt Trip)
5. Ténacité (A Mind of its Own)
6. Seuls (I Think We're Alone Now)
7. Une vie de rêve (Living the Dream)
8. Quand la lumière se perd (How the Light Gets Lost)
9. Cœur et âme (Heart and Soul)
10. La Rencontre (Hello)

### Deuxième saison (2021)
Note : Pour les informations de renouvellement voir la section Production. La deuxième saison est diffusée depuis le 14 octobre 2021, sur Netflix.
1. Continuer la lutte (Live to Fight Another Day)
2. Un écran de fumée (Smoke and Mirrors)
3. Mon pire ennemi (My Own Worst Enemy)
4. Qui veut peut (Will to Power)
5. Une terre meilleure (A Better Earth)
6. Un cadeau des dieux (Gift from the Gods)
7. Je ne t'abandonnerai jamais (Never Gonna Give You Up)
8. Faits comme des rats (Just a Rat in a Cage)
9. Choses à venir et choses passées (What's Bourne / What's Left Behind)
10. Le Jour J (D-Day)

## Accueil critique
Le site Rotten Tomatoes rapporte que 6 % des dix-huit notations critiques s’avèrent positives pour la série, avec une note moyenne de 4,54/10. Selon l'avis général du site, « A hodgepodge of science fiction homage, Another Life lacks the distinctive spark necessary to set it apart from the array of stories it aspires to be »). Metacritic calcule une moyenne de 33 sur 100, avec huit critiques « généralement défavorables ». Allociné mentionne une note de 2,4 sur 5, avec 105 notes dont 43 critiques négatives.